# 朱泰堪
鲁惠王朱泰堪（1412年1月29日—1473年11月14日），明朝第三代鲁王，靖王朱肇的儿子。母妃严氏，生于永乐九年闰十二月十六日（1412年1月29日），成化二年（1466年）父亲朱肇煇薨逝，次年，朱泰堪嗣位。他在位六年。著有《悔齋槀》。成化九年十月二十四日（1473年11月14日）朱泰堪薨逝，儿子莊王朱陽鑄嗣位。

## 鲁惠王墓
清光绪十八年所修《泗水县志》载，“鲁惠王墓，在县南二十五里二旂山(二岐山)之阳”。县志中收录有惠王圹志志文。

王讳泰堪，鲁靖王之子也，母妃严氏。永乐九年闰十二月十六日嫡生，宣德二年七月十二日册封为世子，成化三年十月十九日册封为鲁王，九年十月二十四日以疾薨，享年六十有三。妃赵氏，知县褫之女，先逝。子一人，嫡长阳铸封鲁世子。女二人，嫡长封栖霞郡主，次封章丘郡主。孙男四人，嫡长年幼未名，庶长当渍、次当㳻。孙女一人，嫡长年幼未封。讣闻，上辍朝三日，遣官赐祭，谥曰惠，命有司治丧葬。皇太后及在京（以下字阙）。

## 子女
- 嫡长子：朱陽鑄
- 嫡长女：栖霞郡主，配仪宾冯佳
- 嫡次女：章丘郡主